# Qualificazioni al campionato europeo maschile under 20 di pallavolo 2016
Le qualificazioni al campionato europeo maschile under 20 di pallavolo 2016 si sono svolte dal 7 gennaio al 10 luglio 2016: al torneo hanno partecipato trentadue squadre nazionali europee under 20 e undici si sono qualificate al campionato europeo under 20 2016.

## Regolamento

### Formula
Le sei squadre posizionate nel ranking CEV nelle posizioni più basse hanno disputato una prima fase con formula del girone all'italiana: la prima classificata di ogni girone ha acceduto alla seconda fase. Alla seconda fase hanno partecipato ventotto squadre con formula del girone all'italiana: al termine della seconda fase la prima classificata di ogni girone si è qualificata per il campionato europeo under 20 2016, mentre la seconda classificata di ogni girone e la migliore terza classificata hanno acceduto alla terza fase. Alla terza fase hanno partecipato otto squadre con formula del girone all'italiana: al termine della terza fase le prime due classificate di ogni girone si sono qualificate per il campionato europeo under 20 2016.

### Criteri di classifica
Se il risultato finale è stato di 3-0 o 3-1 sono stati assegnati 3 punti alla squadra vincente e 0 a quella sconfitta, se il risultato finale è stato di 3-2 sono stati assegnati 2 punti alla squadra vincente e 1 a quella sconfitta.
L'ordine del posizionamento in classifica è stato definito in base a:
- Numero di partite vinte;
- Punti;
- Ratio dei set vinti/persi;
- Ratio dei punti realizzati/subiti;
- Risultati degli scontri diretti.

## Squadre partecipanti
| - Austria - Belgio - Bielorussia - Croazia - Danimarca - Finlandia - Francia - Estonia | - Georgia - Germania - Grecia - Inghilterra - Israele - Italia - Kosovo - Lettonia | - Norvegia - Paesi Bassi - Polonia - Portogallo - Rep. Ceca - Romania - Russia - Serbia | - Slovacchia - Slovenia - Spagna - Svezia - Svizzera - Turchia - Ucraina - Ungheria |

## Torneo

### Prima fase
| Girone 1 | Girone 2    |
| -------- | ----------- |
| Georgia  | Bielorussia |
| Norvegia | Inghilterra |
| Svizzera | Kosovo      |

#### Girone 1

##### Risultati
| 7 gennaio 2016 BBC Arena, Sciaffusa Durata: 1h:10 - Spettatori: 250 | Svizzera | 3 - 0 | Georgia  | 25-17, 25-21, 25-18               |
| 8 gennaio 2016 BBC Arena, Sciaffusa Durata: 1h:16 - Spettatori: 100 | Georgia  | 0 - 3 | Norvegia | 17-25, 22-25, 19-25               |
| 9 gennaio 2016 BBC Arena, Sciaffusa Durata: 2h:12 - Spettatori: 500 | Norvegia | 3 - 2 | Svizzera | 25-20, 27-29, 11-25, 25-22, 16-14 |

##### Classifica
| Pos | Squadra  | Pt | G | V | P | SV | SP | Ratio | PF  | PS  | Ratio |
| --- | -------- | -- | - | - | - | -- | -- | ----- | --- | --- | ----- |
| 1   | Norvegia | 5  | 2 | 2 | 0 | 6  | 2  | 3.000 | 179 | 168 | 1.065 |
| 2   | Svizzera | 4  | 2 | 1 | 1 | 5  | 3  | 1.666 | 185 | 160 | 1.156 |
| 3   | Georgia  | 0  | 2 | 0 | 2 | 0  | 6  | 0.000 | 114 | 150 | 0.760 |

#### Girone 2

##### Risultati
| 7 gennaio 2016 Hala Widowiskowo Sportowa, Chęciny Durata: 1h:06 - Spettatori: 150 | Bielorussia | 3 - 0 | Kosovo      | 25-6, 25-10, 25-15  |
| 8 gennaio 2016 Hala Widowiskowo Sportowa, Chęciny Durata: 1h:02 - Spettatori: 160 | Inghilterra | 0 - 3 | Bielorussia | 19-25, 8-25, 15-25  |
| 9 gennaio 2016 Hala Widowiskowo Sportowa, Chęciny Durata: 1h:04 - Spettatori: 130 | Kosovo      | 0 - 3 | Inghilterra | 14-25, 13-25, 15-25 |

##### Classifica
| Pos | Squadra     | Pt | G | V | P | SV | SP | Ratio | PF  | PS  | Ratio |
| --- | ----------- | -- | - | - | - | -- | -- | ----- | --- | --- | ----- |
| 1   | Bielorussia | 6  | 2 | 2 | 0 | 6  | 0  | MAX   | 150 | 73  | 2.054 |
| 2   | Inghilterra | 3  | 2 | 1 | 1 | 3  | 3  | 1.000 | 117 | 117 | 1.000 |
| 3   | Kosovo      | 0  | 2 | 0 | 2 | 0  | 6  | 0.000 | 73  | 150 | 0.486 |

### Seconda fase
| Girone A | Girone B   | Girone C    | Girone D  | Girone E   |
| -------- | ---------- | ----------- | --------- | ---------- |
| Croazia  | Italia     | Lettonia    | Danimarca | Austria    |
| Israele  | Portogallo | Paesi Bassi | Germania  | Francia    |
| Romania  | Spagna     | Rep. Ceca   | Polonia   | Norvegia   |
| Russia   | Svezia     | Turchia     | Ungheria  | Slovacchia |

| Girone F  | Girone G    |
| --------- | ----------- |
| Belgio    | Bielorussia |
| Finlandia | Estonia     |
| Slovenia  | Grecia      |
| Ucraina   | Serbia      |

#### Girone A

##### Risultati
| 31 marzo 2016 Dvorana Gimnasium, Rovigno Durata: 1h:49 - Spettatori: 50   | Romania | 1 - 3 | Russia  | 14-25, 22-25, 26-24, 22-25 |
| 31 marzo 2016 Dvorana Gimnasium, Rovigno Durata: 1h:17 - Spettatori: 120  | Croazia | 3 - 0 | Israele | 25-16, 25-18, 25-20        |
| 1º aprile 2016 Dvorana Gimnasium, Rovigno Durata: 1h:08 - Spettatori: 50  | Russia  | 3 - 0 | Israele | 25-15, 25-19, 25-18        |
| 1º aprile 2016 Dvorana Gimnasium, Rovigno Durata: 1h:10 - Spettatori: 150 | Romania | 3 - 0 | Croazia | 25-17, 25-20, 25-17        |
| 2 aprile 2016 Dvorana Gimnasium, Rovigno Durata: 1h:12 - Spettatori: 100  | Israele | 0 - 3 | Romania | 7-25, 15-25, 21-25         |
| 3 aprile 2016 Dvorana Gimnasium, Rovigno Durata: 1h:54 - Spettatori: 300  | Russia  | 3 - 1 | Croazia | 25-21, 25-14, 25-27, 25-22 |

##### Classifica
| Pos | Squadra | Pt | G | V | P | SV | SP | Ratio | PF  | PS  | Ratio |
| --- | ------- | -- | - | - | - | -- | -- | ----- | --- | --- | ----- |
| 1   | Russia  | 9  | 3 | 3 | 0 | 9  | 2  | 4.500 | 274 | 220 | 1.245 |
| 2   | Romania | 6  | 3 | 2 | 1 | 7  | 3  | 2.333 | 234 | 196 | 1.193 |
| 3   | Croazia | 3  | 3 | 1 | 2 | 4  | 6  | 0.666 | 213 | 229 | 0.930 |
| 4   | Israele | 0  | 3 | 0 | 3 | 0  | 9  | 0.000 | 149 | 225 | 0.662 |

#### Girone B

##### Risultati
| 31 marzo 2016 PalaVesuvio, Napoli Durata: 1h:24 - Spettatori: 150  | Portogallo | 0 - 3 | Spagna     | 18-25, 31-33, 17-25               |
| 31 marzo 2016 PalaVesuvio, Napoli Durata: 1h:03 - Spettatori: 530  | Italia     | 3 - 0 | Svezia     | 25-15, 25-14, 25-17               |
| 1º aprile 2016 PalaVesuvio, Napoli Durata: 1h:11 - Spettatori: 180 | Spagna     | 3 - 0 | Svezia     | 25-20, 25-19, 25-17               |
| 1º aprile 2016 PalaVesuvio, Napoli Durata: 1h:07 - Spettatori: 320 | Portogallo | 0 - 3 | Italia     | 18-25, 19-25, 23-25               |
| 2 aprile 2016 PalaVesuvio, Napoli Durata: 1h:46 - Spettatori: 150  | Svezia     | 2 - 3 | Portogallo | 25-22, 18-25, 19-25, 25-18, 12-15 |
| 2 aprile 2016 PalaVesuvio, Napoli Durata: 1h:23 - Spettatori: 830  | Spagna     | 0 - 3 | Italia     | 19-25, 18-25, 21-25               |

##### Classifica
| Pos | Squadra    | Pt | G | V | P | SV | SP | Ratio | PF  | PS  | Ratio |
| --- | ---------- | -- | - | - | - | -- | -- | ----- | --- | --- | ----- |
| 1   | Italia     | 9  | 3 | 3 | 0 | 9  | 0  | MAX   | 225 | 164 | 1.372 |
| 2   | Spagna     | 6  | 3 | 2 | 1 | 6  | 3  | 2.000 | 216 | 197 | 1.096 |
| 3   | Portogallo | 2  | 3 | 1 | 2 | 3  | 8  | 0.375 | 231 | 257 | 0.898 |
| 4   | Svezia     | 1  | 3 | 0 | 3 | 2  | 9  | 0.222 | 201 | 255 | 0.788 |

#### Girone C

##### Risultati
| 1º aprile 2016 Ali Yücel Spor Salonu, Tokat Durata: 1h:44 - Spettatori: 1 000 | Lettonia    | 1 - 3 | Turchia     | 17-25, 23-25, 25-17, 17-25 |
| 1º aprile 2016 Ali Yücel Spor Salonu, Tokat Durata: 1h:09 - Spettatori: 150   | Rep. Ceca   | 3 - 0 | Paesi Bassi | 25-14, 25-17, 25-13        |
| 2 aprile 2016 Ali Yücel Spor Salonu, Tokat Durata: 1h:36 - Spettatori: 1 000  | Turchia     | 3 - 1 | Paesi Bassi | 20-25, 25-22, 25-10, 25-21 |
| 2 aprile 2016 Ali Yücel Spor Salonu, Tokat Durata: 1h:46 - Spettatori: 300    | Lettonia    | 1 - 3 | Rep. Ceca   | 25-21, 13-25, 19-25, 22-25 |
| 3 aprile 2016 Ali Yücel Spor Salonu, Tokat Durata: 1h:26 - Spettatori: 900    | Turchia     | 3 - 0 | Rep. Ceca   | 25-23, 25-22, 25-19        |
| 3 aprile 2016 Ali Yücel Spor Salonu, Tokat Durata: 1h:21 - Spettatori: 100    | Paesi Bassi | 3 - 0 | Lettonia    | 25-18, 25-21, 26-24        |

##### Classifica
| Pos | Squadra     | Pt | G | V | P | SV | SP | Ratio | PF  | PS  | Ratio |
| --- | ----------- | -- | - | - | - | -- | -- | ----- | --- | --- | ----- |
| 1   | Turchia     | 9  | 3 | 3 | 0 | 9  | 2  | 4.500 | 262 | 224 | 1.169 |
| 2   | Rep. Ceca   | 6  | 3 | 2 | 1 | 6  | 4  | 1.500 | 235 | 198 | 1.186 |
| 3   | Paesi Bassi | 3  | 3 | 1 | 2 | 4  | 6  | 0.666 | 198 | 233 | 0.849 |
| 4   | Lettonia    | 0  | 3 | 0 | 3 | 2  | 9  | 0.222 | 224 | 264 | 0.848 |

#### Girone D

##### Risultati
| 1º aprile 2016 Carl-von-Weinberg Halle, Francoforte Durata: 1h:14 - Spettatori: 150 | Polonia   | 3 - 0 | Danimarca | 25-22, 25-20, 25-18        |
| 1º aprile 2016 Carl-von-Weinberg Halle, Francoforte Durata: 1h:46 - Spettatori: 350 | Ungheria  | 1 - 3 | Germania  | 22-25, 25-22, 12-25, 13-25 |
| 2 aprile 2016 Carl-von-Weinberg Halle, Francoforte Durata: 1h:53 - Spettatori: 300  | Danimarca | 1 - 3 | Germania  | 20-25, 25-23, 22-25, 26-28 |
| 2 aprile 2016 Carl-von-Weinberg Halle, Francoforte Durata: 1h:14 - Spettatori: 180  | Polonia   | 3 - 0 | Ungheria  | 25-18, 25-13, 25-23        |
| 3 aprile 2016 Carl-von-Weinberg Halle, Francoforte Durata: 1h:05 - Spettatori: 100  | Danimarca | 3 - 0 | Ungheria  | 25-19, 25-18, 25-7         |
| 3 aprile 2016 Carl-von-Weinberg Halle, Francoforte Durata: 1h:09 - Spettatori: 450  | Germania  | 0 - 3 | Polonia   | 17-25, 17-25, 12-25        |

##### Classifica
| Pos | Squadra   | Pt | G | V | P | SV | SP | Ratio | PF  | PS  | Ratio |
| --- | --------- | -- | - | - | - | -- | -- | ----- | --- | --- | ----- |
| 1   | Polonia   | 9  | 3 | 3 | 0 | 9  | 0  | MAX   | 225 | 160 | 1.406 |
| 2   | Germania  | 6  | 3 | 2 | 1 | 6  | 5  | 1.200 | 244 | 240 | 1.016 |
| 3   | Danimarca | 3  | 3 | 1 | 2 | 4  | 6  | 0.666 | 228 | 220 | 1.036 |
| 4   | Ungheria  | 0  | 3 | 0 | 3 | 1  | 9  | 0.111 | 170 | 247 | 0.688 |

#### Girone E

##### Risultati
| 31 marzo 2016 Landessportzentrum VIVA, Steinbrunn Durata: 1h:48 - Spettatori: 150 | Austria    | 1 - 3 | Norvegia   | 18-25, 25-19, 19-25, 14-25 |
| 31 marzo 2016 Landessportzentrum VIVA, Steinbrunn Durata: 1h:18 - Spettatori: 100 | Slovacchia | 0 - 3 | Francia    | 22-25, 18-25, 23-25        |
| 1º aprile 2016 Landessportzentrum VIVA, Steinbrunn Durata: 1h:15 - Spettatori: 60 | Norvegia   | 0 - 3 | Francia    | 18-25, 17-25, 18-25        |
| 1º aprile 2016 Landessportzentrum VIVA, Steinbrunn Durata: 1h:12 - Spettatori: 75 | Austria    | 0 - 3 | Slovacchia | 21-25, 14-25, 13-25        |
| 2 aprile 2016 Landessportzentrum VIVA, Steinbrunn Durata: 1h:18 - Spettatori: 100 | Norvegia   | 0 - 3 | Slovacchia | 16-25, 17-25, 17-25        |
| 2 aprile 2016 Landessportzentrum VIVA, Steinbrunn Durata: 1h:52 - Spettatori: 200 | Francia    | 3 - 1 | Austria    | 25-15, 23-25, 34-32, 25-19 |

##### Classifica
| Pos | Squadra    | Pt | G | V | P | SV | SP | Ratio | PF  | PS  | Ratio |
| --- | ---------- | -- | - | - | - | -- | -- | ----- | --- | --- | ----- |
| 1   | Francia    | 9  | 3 | 3 | 0 | 9  | 1  | 9.000 | 257 | 207 | 1.241 |
| 2   | Slovacchia | 6  | 3 | 2 | 1 | 6  | 3  | 2.000 | 213 | 173 | 1.231 |
| 3   | Norvegia   | 3  | 3 | 1 | 2 | 3  | 7  | 0.428 | 197 | 226 | 0.871 |
| 4   | Austria    | 0  | 3 | 0 | 3 | 2  | 9  | 0.222 | 215 | 276 | 0.779 |

#### Girone F

##### Risultati
| 1º aprile 2016 Športna dvorana, Nova Gorica Durata: 2h:10 - Spettatori: 30  | Belgio    | 2 - 3 | Finlandia | 25-20, 29-31, 25-21, 24-26, 10-15 |
| 1º aprile 2016 Športna dvorana, Nova Gorica Durata: 1h:38 - Spettatori: 100 | Slovenia  | 3 - 1 | Ucraina   | 21-25, 25-22, 25-15, 25-20        |
| 2 aprile 2016 Športna dvorana, Nova Gorica Durata: 1h:14 - Spettatori: 30   | Finlandia | 0 - 3 | Ucraina   | 17-25, 27-29, 19-25               |
| 2 aprile 2016 Športna dvorana, Nova Gorica Durata: 1h:09 - Spettatori: 200  | Belgio    | 0 - 3 | Slovenia  | 17-25, 16-25, 17-25               |
| 3 aprile 2016 Športna dvorana, Nova Gorica Durata: 1h:39 - Spettatori: 45   | Ucraina   | 3 - 1 | Belgio    | 25-19, 22-25, 25-19, 25-16        |
| 3 aprile 2016 Športna dvorana, Nova Gorica Durata: 2h:22 - Spettatori: 200  | Finlandia | 2 - 3 | Slovenia  | 25-27, 23-25, 25-23, 30-28, 19-21 |

##### Classifica
| Pos | Squadra   | Pt | G | V | P | SV | SP | Ratio | PF  | PS  | Ratio |
| --- | --------- | -- | - | - | - | -- | -- | ----- | --- | --- | ----- |
| 1   | Slovenia  | 8  | 3 | 3 | 0 | 9  | 3  | 3.000 | 295 | 254 | 1.161 |
| 2   | Ucraina   | 6  | 3 | 2 | 1 | 7  | 4  | 1.750 | 258 | 238 | 1.084 |
| 3   | Finlandia | 3  | 3 | 1 | 2 | 5  | 8  | 0.625 | 298 | 316 | 0.943 |
| 4   | Belgio    | 1  | 3 | 0 | 3 | 3  | 9  | 0.333 | 242 | 285 | 0.849 |

#### Girone G

##### Risultati
| 31 marzo 2016 Sportska Hala Vlade Divac, Vrnjačka Banja Durata: 1h:59 - Spettatori: 100  | Estonia     | 3 - 2 | Grecia      | 18-25, 22-25, 25-14, 25-21, 15-8  |
| 1º aprile 2016 Sportska Hala Vlade Divac, Vrnjačka Banja Durata: 1h:53 - Spettatori: 700 | Serbia      | 3 - 2 | Bielorussia | 25-20, 20-25, 19-25, 25-17, 15-12 |
| 2 aprile 2016 Sportska Hala Vlade Divac, Vrnjačka Banja Durata: 1h:50 - Spettatori: 100  | Grecia      | 2 - 3 | Bielorussia | 25-20, 25-13, 20-25, 15-25, 11-15 |
| 2 aprile 2016 Sportska Hala Vlade Divac, Vrnjačka Banja Durata: 1h:11 - Spettatori: 500  | Estonia     | 0 - 3 | Serbia      | 11-25, 20-25, 17-25               |
| 3 aprile 2016 Sportska Hala Vlade Divac, Vrnjačka Banja Durata: 2h:08 - Spettatori: 50   | Bielorussia | 3 - 2 | Estonia     | 31-29, 20-25, 25-17, 22-25, 15-13 |
| 3 aprile 2016 Sportska Hala Vlade Divac, Vrnjačka Banja Durata: 1h:13 - Spettatori: 600  | Grecia      | 0 - 3 | Serbia      | 22-25, 12-25, 21-25               |

##### Classifica
| Pos | Squadra     | Pt | G | V | P | SV | SP | Ratio | PF  | PS  | Ratio |
| --- | ----------- | -- | - | - | - | -- | -- | ----- | --- | --- | ----- |
| 1   | Serbia      | 8  | 3 | 3 | 0 | 9  | 2  | 4.500 | 254 | 202 | 1.257 |
| 2   | Bielorussia | 5  | 3 | 2 | 1 | 8  | 7  | 1.142 | 310 | 309 | 1.003 |
| 3   | Estonia     | 3  | 3 | 1 | 2 | 5  | 8  | 0.625 | 262 | 281 | 0.932 |
| 4   | Grecia      | 2  | 3 | 0 | 3 | 4  | 9  | 0.444 | 244 | 278 | 0.877 |

### Terza fase
| Girone H | Girone I    |
| -------- | ----------- |
| Germania | Bielorussia |
| Romania  | Danimarca   |
| Spagna   | Rep. Ceca   |
| Ucraina  | Slovacchia  |

#### Girone H

##### Risultati
| 8 luglio 2016 Pabellón Pilar Fernández, Valladolid Durata: 1h:22 - Spettatori: 150  | Romania  | 0 - 3 | Germania | 15-25, 27-29, 19-25               |
| 8 luglio 2016 Pabellón Pilar Fernández, Valladolid Durata: 1h:51 - Spettatori: 150  | Spagna   | 3 - 2 | Ucraina  | 25-20, 15-25, 25-16, 22-25, 15-12 |
| 9 luglio 2016 Pabellón Pilar Fernández, Valladolid Durata: 1h:43 - Spettatori: 150  | Germania | 3 - 1 | Ucraina  | 25-17, 25-21, 19-25, 25-23        |
| 9 luglio 2016 Pabellón Pilar Fernández, Valladolid Durata: 1h:45 - Spettatori: 450  | Romania  | 3 - 1 | Spagna   | 25-17, 19-25, 25-22, 25-20        |
| 10 luglio 2016 Pabellón Pilar Fernández, Valladolid Durata: 1h:48 - Spettatori: 100 | Ucraina  | 3 - 1 | Romania  | 25-23, 25-23, 23-25, 25-21        |
| 10 luglio 2016 Pabellón Pilar Fernández, Valladolid Durata: 1h:22 - Spettatori: 150 | Germania | 3 - 0 | Spagna   | 25-20, 25-20, 25-21               |

##### Classifica
| Pos | Squadra  | Pt | G | V | P | SV | SP | Ratio | PF  | PS  | Ratio |
| --- | -------- | -- | - | - | - | -- | -- | ----- | --- | --- | ----- |
| 1   | Germania | 9  | 3 | 3 | 0 | 9  | 1  | 9.000 | 248 | 208 | 1.192 |
| 2   | Ucraina  | 4  | 3 | 1 | 2 | 6  | 7  | 0.857 | 282 | 288 | 0.979 |
| 3   | Romania  | 3  | 3 | 1 | 2 | 4  | 7  | 0.571 | 247 | 261 | 0.946 |
| 4   | Spagna   | 2  | 3 | 1 | 2 | 4  | 8  | 0.500 | 247 | 267 | 0.925 |

#### Girone I

##### Risultati
| 8 luglio 2016 Minsk Sports Palace, Minsk Durata: 1h:21 - Spettatori: 150  | Slovacchia  | 0 - 3 | Danimarca   | 23-25, 19-25, 26-28               |
| 8 luglio 2016 Minsk Sports Palace, Minsk Durata: 1h:17 - Spettatori: 450  | Bielorussia | 0 - 3 | Rep. Ceca   | 17-25, 19-25, 20-25               |
| 9 luglio 2016 Minsk Sports Palace, Minsk Durata: 1h:16 - Spettatori: 100  | Danimarca   | 0 - 3 | Rep. Ceca   | 18-25, 20-25, 21-25               |
| 9 luglio 2016 Minsk Sports Palace, Minsk Durata: 2h:02 - Spettatori: 550  | Slovacchia  | 2 - 3 | Bielorussia | 22-25, 22-25, 25-20, 25-17, 13-15 |
| 10 luglio 2016 Minsk Sports Palace, Minsk Durata: 1h:12 - Spettatori: 150 | Rep. Ceca   | 3 - 0 | Slovacchia  | 25-20, 25-23, 25-16               |
| 10 luglio 2016 Minsk Sports Palace, Minsk Durata: 1h:50 - Spettatori: 600 | Danimarca   | 1 - 3 | Bielorussia | 26-28, 21-25, 25-19, 21-25        |

##### Classifica
| Pos | Squadra     | Pt | G | V | P | SV | SP | Ratio | PF  | PS  | Ratio |
| --- | ----------- | -- | - | - | - | -- | -- | ----- | --- | --- | ----- |
| 1   | Rep. Ceca   | 9  | 3 | 3 | 0 | 9  | 0  | MAX   | 225 | 174 | 1.293 |
| 2   | Bielorussia | 5  | 3 | 2 | 1 | 6  | 6  | 1.000 | 255 | 275 | 0.927 |
| 3   | Danimarca   | 3  | 3 | 1 | 2 | 4  | 6  | 0.666 | 230 | 240 | 0.958 |
| 4   | Slovacchia  | 1  | 3 | 0 | 3 | 2  | 9  | 0.222 | 234 | 255 | 0.917 |

## Squadre qualificate
| Squadra     | Qualificazione  |
| ----------- | --------------- |
| Bielorussia | 2ª nel girone I |
| Francia     | 1ª nel girone E |
| Germania    | 1ª nel girone H |
| Italia      | 1ª nel girone B |
| Polonia     | 1ª nel girone D |
| Rep. Ceca   | 1ª nel girone I |
| Russia      | 1ª nel girone A |
| Serbia      | 1ª nel girone G |
| Slovenia    | 1ª nel girone F |
| Turchia     | 1ª nel girone C |
| Ucraina     | 2ª nel girone H |